# Protestantse Kerk van Kleinenbremen
De Protestantse Kerk Kleinenbremen (Duits: Evangelische Kirche Kleinenbremen) is een monumentaal kerkgebouw in Kleinenbremen, een Stadtteil van de Westfaalse gemeente Porta Westfalica in de Kreis Minden-Lübbecke (Noordrijn-Westfalen).

## Geschiedenis en beschrijving
In 1483 werd er een nieuwe kerk gebouwd op de plaats van een oudere kerk, waarvan reeds in 1181 melding werd gedaan. Bij de afbraak van deze tweede kerk in het jaar 1893 bleef slechts het onderste deel van de kerktoren bewaard. Vanaf dat jaar werd de neogotische hallenkerk met dwarsschipachtige aanbouwingen door Heindrich Hutze gebouwd. De wijding van de kerk vond plaats in 1896. Het ingesnoerde koor is driezijdig gesloten. De onderste verdiepingen van de 61 meter hoge westelijke toren stamt nog uit 1483. In de kerk rusten de kruisribgewelven op ronde pijlers. De huidige glas-in-loodramen dateren nog uit de bouwperiode.

## Inrichting
- Het kelkvormige doopvont van zandsteen met een vierkante voet wordt op 1652 gedateerd.
- Opvallend zijn nog de fragmenten van de romaanse voorganger. Hiervan zijn nog de sluitstenen, een timpaan met de zegenende hand van God en zuilenresten te zien.

## Trivia
Tijdens de verwoesting van Berlijn werd tegen het einde van 1944 de schat van de Hohenzollern uit de crypte van de deels verwoeste Berlijnse domkerk gehaald en een deel ervan in de kerk van Kleinenbremen ondergebracht. De waardevolle objecten, de Pruisische kroon en een aantal tabaksdozen van Frederik de Grote, werden achter een halve meter hoge muur ingemetseld en het stucwerk werd met kolengruis smerig gemaakt, zodat de nieuwe muur niet afweek van de overige muren in de kelder en niemand zou vermoeden dat hier een deel van de Pruisische koningsschat lag verborgen. Na de ineenstorting van het Derde Rijk bleef de schat in de kerk. Op de predikant na waren allen die op de hoogte waren van de verblijfplaats van de kroon inmiddels overleden en een jaar lang bleef de predikant preken vanaf de kansel boven het gewelf waar de schat lag, verborgen voor de geallieerde bezettingsmacht. De Britten kregen echter lucht van de locatie van de schat en op 3 januari 1946 lieten zij beslag leggen op de kerk. Hoe de Britten de informatie wisten te achterhalen is nooit opgehelderd, mogelijk betroffen de aanwijzingen van een gevonden aktenotitie met de woorden Kirche zu Kleinenbremen en vermauert (vert.: ingemetseld) voldoende aanwijzing om de kunstwerken te vinden. De schat werd in 1948 uiteindelijk weer teruggegeven aan het Huis Hohenzollern en is tegenwoordig in het kasteel Hohenzollern ondergebracht.